# کشتی غرق شده تایتانیک
کشتی غرق شده تایتانیک (انگلیسی: Wreck of the Titanic) لاشه کشتی تایتانیک در عمقی در حدود ۱۲۵۰۰ فوت (۳۸۰۰ متر؛ ۲۱۰۰ فتوم)، حدود ۳۷۰ مایل دریایی (۶۹۰ کیلومتر) جنوب-جنوب شرقی در سواحل نیوفاندلند در دو قطعه اصلی با فاصله حدود ۲۰۰۰ فوت (۶۰۰ متر) از هم فاصله دارند قرار دارد. جلوی کشتی هنوز قابل تشخیص است و بسیاری از فضاهای داخلی آن حفظ شده‌اند، با اینکه تحلیل و آسیب‌هایی از برخورد با کف دریا نیز دیده می‌شود. در مقابل، عقب کشتی کاملاً ویران شده است. محدوده‌ای از آشغال و برآوردهای اطراف کشتی حاوی صدها هزار آیتم از کشتی است که هنگام سقوط آزاد شده‌اند. جسد مسافران و خدمه نیز باید در کف دریا منتشر شده باشد، اما توسط سایر موجودات مصرف شده‌اند.
تایتانیک در سال ۱۹۱۲ زمانی که در سفر نخست خود با یک کوه یخ برخورد کرد، غرق شد. تعداد زیادی از نیروهای اکتشافی با استفاده از سونار، تلاش ناکامی برای نقشه‌برداری کف دریا را به امید پیدا کردن لاشه صورت دادند. در سال ۱۹۸۵، لاشه در نهایت توسط یک همکاری مشترک فرانسوی-آمریکایی به رهبری ژان-لویی میشل از ایفرمر و رابرت بالارد از مؤسسه اقیانوس‌شناسی وودز هول پیدا شد.لاشه کشتی تایتانیک مورد توجه و علاقه بسیاری بوده و توسط تعداد زیادی از گردشگران و محققان بازدید شده است، از جمله با زیردریاپیمای تایتان که در ژوئن ۲۰۲۳ در نزدیکی لاشه منفجر شد و موجب کشته شدن پنج نفر درون آن گردید.
عملیات بازیابی بحث برانگیزی از تایتانیک انجام شده است و هزاران آیتم از آن بازیابی و حفظ شده و به نمایش عمومی گذاشته شده‌اند. بسیاری از طرح‌ها برای بالابردن لاشه ارائه شده‌اند، از جمله پرکردن آن با توپ پینگ پنگ، تزریق ۱۸۰,۰۰۰ تن وازلین به آن، یا استفاده از نیم میلیون تن نیتروژن مایع برای پوشاندن آن با یک بستر یخی که به سطح آب خواهد آمد. با این حال، لاشه بیش از حد شکننده و آسیب‌پذیر است و قابل بالابردن نیست، همچنین توسط کنوانسیون یونسکو محافظت می شود.